# Aboubakary Abdoulaye
Aboubakary Abdoulaye est le Lamido du Lamidat de Rey-Bouba au Cameroun, le lamido le plus puissant d'Afrique, l'un des sénateurs nommés de la région du Nord et le premier vice-président du Sénat au Cameroun.

## Biographie

### Enfance, éducation et débuts
Aboubakary Abdoulaye voit le jour le 21 décembre 1961. Il est l'un des fils du lamido (sultan) de Rey-Bouba, souverain peul régnant sur un espace de 36 000 km2 dans la région du Nord. Il a hérité du trône en 2006 à la mort de son frère. 

### Carrière
Nommé sénateur en mai 2013, puis premier vice-président du sénat du Cameroun, Aboubakary Abdoulaye était auparavant administrateur civil et ancien secrétaire d’État chargé de l’Agriculture. Il est Président du Conseil d'administration de la Mission d'Aménagement et d’Équipements de Territoires Urbains et Ruraux (MAETUR). Il est le suppléant du Président du Sénat, Marcel Niat Njifenji, lorsque ce dernier est empêché,,,.